# Mistrzostwa Europy w Pływaniu na krótkim basenie 1994
Czwarte Mistrzostwa Europy w pływaniu na krótkim basenie odbyły się w Stavanger (Norwegia), w dniach 3-4 grudnia 1994 roku.

## Rezultaty mężczyzn

### 50 m stylem dowolnym
| Medal | Zawodnik          | Państwo | Czas  |
| ----- | ----------------- | ------- | ----- |
|       | Krzysztof Cwalina | Polska  | 22,01 |
|       | Joakim Holmqvist  | Szwecja | 22,50 |
|       | Silko Günzel      | Niemcy  | 22,53 |

### 50 m stylem grzbietowym
| Medal | Zawodnik        | Państwo  | Czas  |
| ----- | --------------- | -------- | ----- |
|       | Jirka Letzin    | Niemcy   | 25,47 |
|       | Zsolt Hegmegi   | Szwecja  | 25,72 |
|       | Miloslav Dolník | Słowacja | 25,93 |

### 50 m stylem klasycznym
| Medal | Zawodnik       | Państwo  | Czas  |
| ----- | -------------- | -------- | ----- |
|       | Mark Warnecke  | Niemcy   | 27,58 |
|       | Ron Dekker     | Holandia | 27,61 |
|       | Dmitrij Wołkow | Rosja    | 27,95 |

### 50 m stylem motylkowym
| Medal | Zawodnik         | Państwo   | Czas  |
| ----- | ---------------- | --------- | ----- |
|       | Jonas Åkesson    | Szwecja   | 24,25 |
|       | Carlos Sánchez   | Hiszpania | 24,34 |
|       | Dirk Vandenhirtz | Niemcy    | 24,55 |

### 100 m stylem zmiennym
| Medal | Zawodnik          | Państwo  | Czas  |
| ----- | ----------------- | -------- | ----- |
|       | Denisław Kalczew  | Bułgaria | 55,51 |
|       | Christian Keller  | Niemcy   | 55,88 |
|       | Grigorij Matuskow | Rosja    | 57,31 |

### 4 × 50 m stylem dowolnym (sztafeta)
| Medal | Zawodnik  | Państwo   | Czas       |
| ----- | --------- | --------- | ---------- |
|       | Szwecja   | Szwecja   | 1:27,62 ER |
|       | Niemcy    | Niemcy    | 1:29,09    |
|       | Chorwacja | Chorwacja | 1:30,71    |

### 4 × 50 m stylem zmiennym (sztafeta)
| Medal | Zawodnik  | Państwo   | Czas       |
| ----- | --------- | --------- | ---------- |
|       | Niemcy    | Niemcy    | 1:38,01 ER |
|       | Szwecja   | Szwecja   | 1:39,38    |
|       | Chorwacja | Chorwacja | 1:41,19    |

## Rezultaty kobiet

### 50 m dowolnym
| Medal | Zawodniczka   | Państwo         | Czas  |
| ----- | ------------- | --------------- | ----- |
|       | Sandra Völker | Niemcy          | 25,29 |
|       | Angela Postma | Holandia        | 25,52 |
|       | Sue Rolph     | Wielka Brytania | 25,55 |

### 50 m stylem grzbietowym
| Medal | Zawodniczka        | Państwo  | Czas  |
| ----- | ------------------ | -------- | ----- |
|       | Sandra Völker      | Niemcy   | 27,96 |
|       | Dagmara Komorowicz | Polska   | 28,85 |
|       | Martina Moravcová  | Słowacja | 28,86 |

### 50 m stylem klasycznym
| Medal | Zawodniczka    | Państwo  | Czas  |
| ----- | -------------- | -------- | ----- |
|       | Emma Igelström | Szwecja  | 32,13 |
|       | Elin Austevoll | Norwegia | 32,14 |
|       | Terrie Miller  | Norwegia | 32,43 |

### 50 m stylem motylkowym
| Medal | Zawodniczka       | Państwo  | Czas  |
| ----- | ----------------- | -------- | ----- |
|       | Angela Postma     | Holandia | 27,48 |
|       | Martina Moravcová | Słowacja | 27,84 |
|       | Julia Voitowitsch | Niemcy   | 27,92 |

### 100 m stylem zmiennym
| Medal | Zawodniczka     | Państwo         | Czas    |
| ----- | --------------- | --------------- | ------- |
|       | Louise Karlsson | Szwecja         | 1:01,89 |
|       | Sue Rolph       | Wielka Brytania | 1:02,21 |
|       | Daniela Hunger  | Niemcy          | 1:02,48 |

### 4 × 50 m stylem dowolnym (sztafeta)
| Medal | Zawodniczka | Państwo  | Czas    |
| ----- | ----------- | -------- | ------- |
|       | Niemcy      | Niemcy   | 1:41,20 |
|       | Szwecja     | Szwecja  | 1:42,32 |
|       | Holandia    | Holandia | 1:42,45 |

### 4 × 50 m stylem zmiennym (sztafeta)
| Medal | Zawodniczka | Państwo | Czas    |
| ----- | ----------- | ------- | ------- |
|       | Niemcy      | Niemcy  | 1:53,58 |
|       | Rosja       | Rosja   | 1:54,21 |
|       | Szwecja     | Szwecja | 1:54,51 |

## Tabela medalowa
| Miejsce | Kraj            |    |    |    | Razem |
| ------- | --------------- | -- | -- | -- | ----- |
| 1       | Niemcy          | 7  | 2  | 4  | 13    |
| 2       | Szwecja         | 4  | 4  | 1  | 9     |
| 3       | Holandia        | 1  | 2  | 1  | 4     |
| 4       | Polska          | 1  | 1  | 0  | 2     |
| 5       | Bułgaria        | 1  | 0  | 0  | 1     |
| 6       | Rosja           | 0  | 1  | 2  | 3     |
| 6       | Słowacja        | 0  | 1  | 2  | 3     |
| 8       | Wielka Brytania | 0  | 1  | 1  | 2     |
| 8       | Norwegia        | 0  | 1  | 1  | 2     |
| 10      | Hiszpania       | 0  | 1  | 0  | 1     |
| 11      | Chorwacja       | 0  | 0  | 2  | 2     |
| Razem   | Razem           | 14 | 14 | 14 | 42    |